# Xu Xing
Xu Xing es un famoso paleontólogo chino que ha nombrado un considerable número de dinosaurios, incluyendo a los géneros Yinlong, Guanlong, Gigantoraptor,  Mei long, entre otros. Xu nació en China en 1956. Se graduó del departamento de geología de la Universidad de Pekín. 

## Géneros descritos por Xu Xing

### Ankylosauria
Nodosauridae
- Liaoningosaurus

### Ceratopsia
Ceratopsia
- Liaoceratops
- Yinlong

Chaoyangsauridae
- Chaoyangsaurus

Psittacosauridae
- Hongshanosaurus

### Ornithopoda
Hadrosauroidea
- Jinzhousaurus
- Nanyangosaurus

### Sauropoda
Saltasauridae
- Sonidosaurus

### Theropoda
Dromaeosauridae
- Graciliraptor
- Microraptor
- Sinornithosaurus

Oviraptoridae
- Gigantoraptor

Oviraptorosauria
- Incisivosaurus

Therizinosauridae
- Erliansaurus
- Neimongosaurus

Therizinosauria
- Beipiaosaurus

Troodontidae
- Mei
- Sinovenator
- Sinusonasus

Tyrannosauridae
- Xinjiangovenator

Tyrannosauroidea
- Dilong
- Guanlong

incertae sedis
- Eshanosaurus
- Pedopenna
- Yixianosaurus

- Datos: Q793638
- Especies: Xu Xing